# Martín García (île)
Pour les articles homonymes, voir Martín García (homonymie) et García.
L'île Martín García est une petite île argentine au large de la côte uruguayenne du Río de la Plata. Elle est enclavée dans les eaux territoriales uruguayennes. En 1973, les deux pays conclurent un accord reconnaissant l'île comme territoire argentin et aussi comme réserve naturelle.
Elle a une superficie de 1,84 km2 et une population permanente d'environ 150 personnes (50 familles). Elle est rattachée administrativement à la province de Buenos Aires. 
L'île dispose d'un aéroport.
Elle fut découverte lors de l'expédition de Juan Diaz de Solis en 1516 et doit son nom à l'intendant de celle-ci, Martín García, qui est mort à bord et fut enterré sur l'île.
L'île à la position stratégique fut le site d'une fortification construite dans les années 1820 par l'armée argentine pour empêcher l'accès du fleuve Uruguay à la marine brésilienne. Ce fort, nommé Constitución, réussit à contenir les renforts brésiliens dans la baie lors de la combat  de Juncal entre le 8 et 9 février 1827, permettant aux Argentins de détruire l'escadron brésilien opérant sur le fleuve Uruguay pendant la guerre de Cisplatine. Au XXe siècle, plusieurs personnalités politiques argentines furent retenues sur l'île par différents régimes militaires argentins, dont les présidents Hipólito Yrigoyen (1930), Juan Perón (1945) et  Arturo Frondizi (1962).
Immédiatement au nord de Martín García se trouve l’île uruguayenne Timoteo Domínguez (es), antérieurement nommée îlot Bauzá (en espagnol Islote Bauzá) par l’Argentine, qui en revendiquait alors la possession. Sous l’effet des alluvions fluviales, les deux îles se sont peu à peu soudées naturellement l’une à l’autre, à la suite de quoi dut être fixée, par l’accord du 18 juin 1988 conclu entre les gouvernements argentin et uruguayen, une frontière sèche traversant ce qui est désormais l’île Martín García - Timoteo Domínguez. Face à l’île se situe la petite localité uruguayenne de Martín Chico, distante de quelque 8 km.

## Histoire
L’île Martín García fut découverte en 1516 par l’expédition de Juan Díaz de Solís et doit son appellation au matelot cambusier de l’expédition, Martín García, qui mourut à bord et dont le corps fut enterré sur l’île. Dès après la découverte de l’île, l’Espagne et le Portugal ne cessèrent de se la disputer en raison de sa position stratégique au centre du lit principal de l’estuaire et de sa fonction de poste de surveillance de ses deux principaux tributaires, les fleuves Paraná et 
Uruguay.
À partir de 1765, il servit de lieu de détention et de réclusion. Après la création de la Vice-royauté  du Río de la Plata, le premier vice-roi, Pedro de Cevallos, la fortifia et la convertit en garnison militaire.
Dans son confidentiel Plan d’opérations, le secrétaire de la Première Junte, Mariano Moreno, proposa de la céder à la couronne britannique, croyant avantageux de la voir devenir un point d’appui militaire à la disposition d’une puissance étrangère ennemie de l’Espagne.

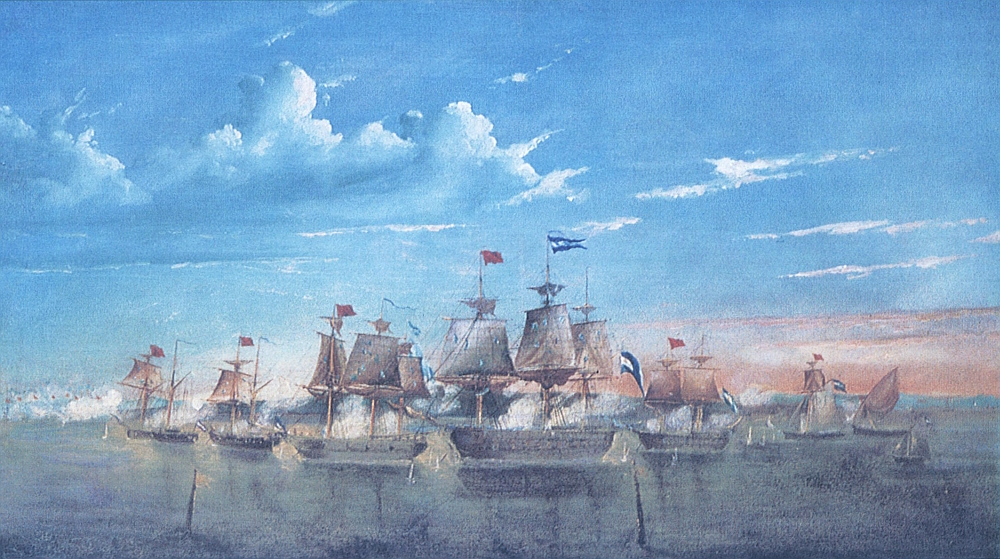
Bataille navale de Martin Garcia (1814), toile du peintre José Murature (1865).

En 1814, l’amiral Guillermo Brown, à la tête d’une flottille, débarqua dans l’île et vainquit les royalistes, faisant ainsi passer Martín García aux mains des Provinces-Unies du Río de la Plata.
L’île fut le théâtre de combats lors de la guerre d’indépendance de l’Argentine ainsi que lors de la dénommée guerre de Cisplatine. En 1838, sous la dictature de Juan Manuel de Rosas à Buenos Aires, Martín García subit les assauts des forces anglo-françaises et, plus tard, fut occupée par les forces de Montevideo alliées aux unitaires exilés. En 1843, elle fut récupérée par les troupes fédéralistes de Rosas, mais en 1845 Giuseppe Garibaldi la reconquit pour le compte de Montevideo. En 1852, l’île fut cédée à la Confédération argentine.
Vers la fin du XIXe siècle, Domingo Faustino Sarmiento proposa de fonder sur l’île la ville d’Argirópolis, destinée à devenir la capitale des États-Unis d’Amérique du Sud qu’il envisageait de créer et qui eût réuni — pour le moins — l’Argentine, l’Uruguay et le Paraguay. À la suite de la dénommée Conquête du désert — lancée officiellement en 1879 — nombre des chefs indigènes capturés furent détenus sur l’île. À partir de 1886, elle resta sous la juridiction de la force navale.
Dès 1900 se trouvaient sur l’île une prison, un établissement de quarantaine, ainsi que d’importantes batteries d’artillerie. En outre, à la même époque, l’île comprenait des carrières qui approvisionnaient la ville de Buenos Aires en pierre pour le pavage de ses rues. Pendant la première partie du XXe siècle, l’île devint célèbre comme lieu de déportation de présidents ou de personnages politiques déchus, comme Hipólito Yrigoyen  en 1930, Juan Domingo Perón en 1945, et Arturo Frondizi en 1962. En 1936, les forces de défense de la Zone du Plata y prirent leurs quartiers et le Centre provisoire de Recrutement y fut hébergé en 1950.
Aujourd'hui, l’île est une destination touristique, dont l’ancien quartier chinois, les vestiges des fortifications, l’établissement de quarantaine, la maison de détention, ainsi que le petit bois où vivent des cerfs élaphes constituent les principaux attraits. Bien que de production limitée, le panettone (pan dulce) confectionné sur l’île est réputé.

### Le traité de 1973
Le traité du Río de la Plata, signé en 1973 entre l’Argentine et l’Uruguay, mit un terme à l’histoire mouvementée de ce petit territoire, objet de convoitise de ces deux pays. Aux termes de ce traité, l’île demeure sous juridiction argentine, mais constitue, quoiqu’elle soit distante de moins de deux kilomètres du reste de l’Argentine, une exclave entourée d’eaux territoriales uruguayennes. Si la souveraineté de l’Argentine sur l’île est reconnue, l’usage de celle-ci à des fins militaires est interdite, et l’île ne peut avoir d’autre destination désormais que celle de réserve naturelle vouée à la conservation de la faune et de la flore indigènes. En échange de la reconnaissance de sa souveraineté sur l’île, l’Argentine dut faire des concessions territoriales dans le Río de la Plata et céder à l’Uruguay l’île Juncal, situé au confluent du fleuve Uruguay et du Paraná.
L’art. 45 dudit traité stipule: « L’île Martín García sera destinée exclusivement à servir de réserve naturelle à l’effet de la conservation et de la préservation de la faune et flore autochtones, sous juridiction de la République d’Argentine » . D’autre part, son extension fut délimitée expressément, car l’on prévoyait, compte tenu de la très considérable sédimentation alluvionnaire existant dans la zone, que l’île Martín García finirait bientôt par se souder à l’île Timoteo Domínguez voisine, sous tutelle uruguayenne, située un peu plus au nord ; du reste, l’union physique des deux îles est aujourd'hui devenue réalité.
En 1985, la force navale transféra à la province de Buenos Aires la propriété des édifices et installations présents sur l’île.

### Lieu de déportation politique

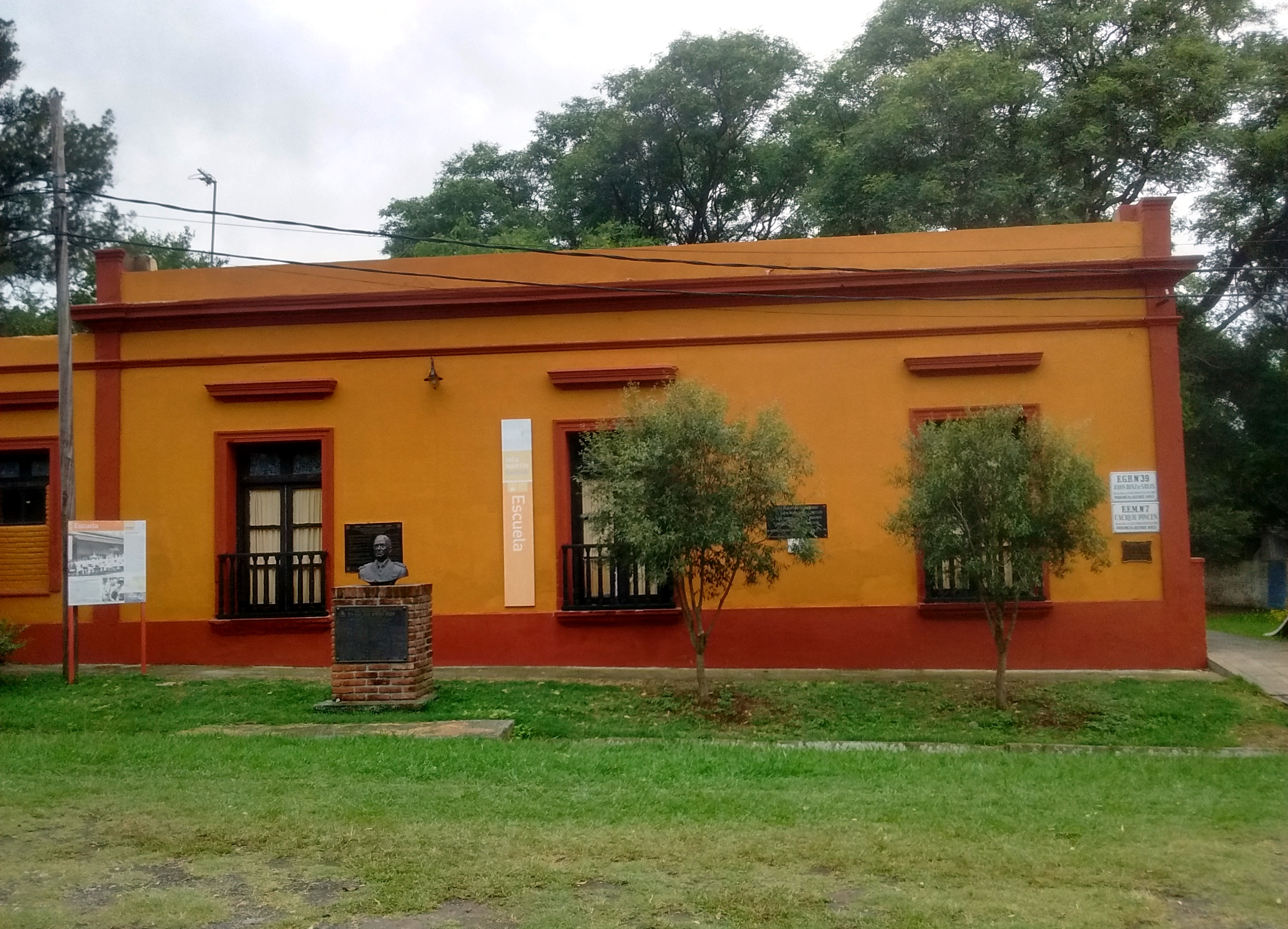
Maison où Juan Perón fut retenu prisonnier pendant quelques jours en octobre 1945.

Lorsque, dans le sillage du coup d’État qui avait renversé Hipolito Yrigoyen, celui-ci fut transféré à la prison de l’île Martín García en 1930, l'habitude fut prise d’utiliser l’île comme lieu de déportation de prisonniers politiques, et plusieurs présidents argentins y séjournèrent par la suite. Peu de temps après Yrigoyen en effet, l’ancien président Marcelo Torcuato de Alvear allait être incarcéré dans la même prison ; puis en 1945 le pouvoir militaire y emprisonna Juan Domingo Perón, lequel fut cependant libéré après qu'une foule nombreuse se fut rassemblée le 17 octobre sur la place de Mai à Buenos Aires pour exiger le retour de son dirigeant. Plus tard, le 29 mars 1962, Arturo Frondizi fut fait prisonnier par les militaires, puis déporté sur l’île, et devint le prisonnier politique qui y séjourna le plus longtemps, soit un an et demi.

## Géographie

### Géologie

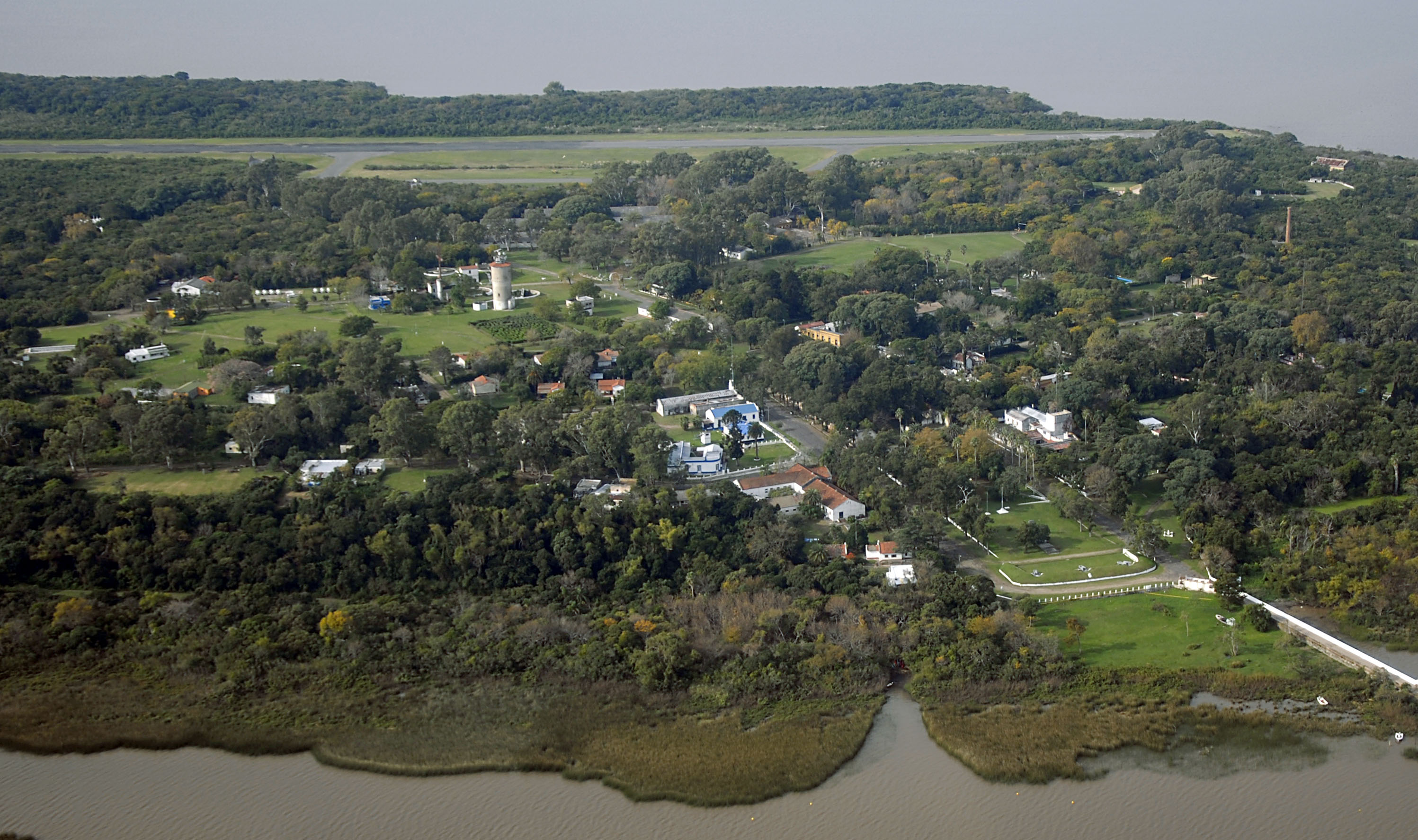
Vue aérienne de l'île.

D’une longueur de 3 km environ et d’une largeur moyenne de 1,5 km, l’île a une superficie de 184 ha, pour une altitude maximale de 27 m. Elle se situe à 3,5 km du littoral uruguayen et à 46 km de la ville de Buenos Aires. 
À la différence des îles voisines du delta du Paraná, qui sont d’origine sédimentaire, l’île Martín García résulte d’un affleurement des roches archaïques du macizo de Brasilia, âgés de 1 800 millions d’années. Ses rivages sont des plages naturelles, composées pour la plupart de fragments de roches de soubassement cristallin ou, moins communément, de sables. Les roches granitiques de l’île furent utilisées, avec celles du système de Tandilia (chaîne de montagnes dans l’est de l’Argentine), pour réaliser une grande partie du dallage de la voirie de Buenos Aires, entre la fin du XIXe et la première moitié du XXe siècle.
L’île est entourée de sédiments acheminés par les fleuves Paraná et Uruguay et le Río de la Plata. À quelque 6 km au sud-ouest de Martín García s'étend l’île Solís, de formation récente. En tenant compte des alluvions et de la sédimentation des fleuves susmentionnés, l’on considère que dans un délai relativement court ― à l’échelle géologique ― l’île Martín García finira par se trouver dans le delta du Paraná. La vitesse d’expansion de l’île est de 3 à 5 dm par an.

## Climat
La température annuelle moyenne est de 17 °C. En hiver, la moyenne des températures minimales est de 8 °C, et celle des températures maximales en été de 29 °C. Les précipitations atteignent en moyenne 1 000 mm par an.

## Population
Martín García avait autrefois une population proche de 4 000 habitants, mais se dépeupla ensuite au fil du temps (2000 en 1910). La population stable est à l’heure actuelle de moins de 170 personnes, soit environ 50 familles (chiffres de 2008). Une décennie plus tard, ils sont moins de cent à vivre dans le village, qui rassemble quelques maisons, une boulangerie, un théâtre à la façade Art nouveau et un vieux cimetière.